# The Exies (album)
The Exies è il primo album della band statunitense degli Exies. È stato pubblicato il 28 marzo 2000.

## Tracce
1. Feeling Lo-Fi – 2:43
2. Baby's Got a New Revelation – 3:03
3. Bighead – 3:30
4. Straight Girl of the Universe – 3:13
5. 1970+ – 4:15
6. Western Dream – 3:46
7. On the Brighter Side – 2:59
8. Rocket Baloon – 4:03
9. Ego Tryptophane – 3:34
10. All the Pretty Ones – 3:30
11. Numb (Happy?) – 4:38